# Jakovlje
Jakovlje es un municipio de Croacia en el condado de Zagreb.

## Geografía
Se encuentra a una altitud de 175 m s. n. m. a 30,1 km de la capital nacional, Zagreb.

## Demografía
En el censo 2011, el total de población del municipio fue de 4012 habitantes, distribuidos en las siguientes localidades:
- Igrišće - 751
- Jakovlje - 2 623
- Kraljev Vrh - 638